# 上海都市旅游卡
上海都市旅游卡是在上海旅行时能使用的消费智能卡，能够在上海市公共交通和部分旅游景区（点）、文博场馆、商场、超市、便利店等领域支付，并可在上海市的公共交通系统使用并被视同上海公共交通卡受理。

## 历史
上海都市旅游卡于2009年开始推出。该智能卡除了能在上海的交通领域支付外，还能够在上海以及周边地区的交通出行、景点旅游、酒店住宿等领域进行支付。2013年，新版上海都市旅游卡对方推出。
2020年，上海都市旅游卡开始发行交通联合版上海都市旅游卡并更改设计。
2024年5月19日，上海都市旅游卡发展有限公司发布了“Shanghai Pass”产品，旨在更好的针对境外人士服务
2024年12月31日，上海都市旅游卡发展有限公司发布公告，关闭全国交通互联功能，仅可在上海市内公共交通工具及小额消费使用。

## 优惠政策
此卡在上海地区搭乘公共交通所享的优惠与上海公共交通卡一致。使用此卡乘坐市域内公交车（机场专线和旅游专线除外）或地铁支付车费，在120分钟内公交间换乘或公交与地铁间换乘均可优惠1元。使用此卡乘坐市内地铁线路，当月消费满70元后，可享受9折优惠。